# RKVV MKV '29
RKVV MKV '29 (rooms-katholieke voetbalvereniging “Met Kracht Vooruit '29”) is een amateurvoetbalvereniging uit de stad Leeuwarden in de Nederlandse provincie Friesland.

## Algemeen
De vereniging werd op 28 april 1929 opgericht. Als clubkleuren werd voor rood-wit gekozen; er wordt gespeeld in rode shirts, witte broeken en rode sokken. In 1935 ging de Voetbalvereniging Geel-Wit op in MKV'29. Vanaf datzelfde jaar werd “De Klok” het officiële cluborgaan.
Van 1930-1933 was MKV aangesloten bij de FVB/KNVB. Van 1933-1940 speelde MKV bij de RKUVB waar binnen de “Kring Friesland” competitie werd gespeeld. Met het samengaan in juli 1940 van alle Nederlandse voetbalbonden in de KNVB kwam MKV wederom bij de FVB terecht.

## Accommodatie
In de periode 1968-1987 was het vernieuwde Fonteinland aan het Jacob Catsplein, nabij het centrum en het centraal station gelegen, de accommodatie van MKV'29. Sinds 1931 speelde MKV hier, op twee onderbrekingen op de Wilhelminabaan en het Bisschopsrak na. In 1987 verhuisde de club -gedwongen- naar Sportpark Nylân in het zuidwesten van Leeuwarden waar het beschikt over twee velden waarvan een met kunstgras en een trainingsveld. In 2009 werd clubhuis "Ny-Elân" uitgebreid en zijn er nieuwe kleedboxen in gebruik genomen.

## Standaardelftal
In het seizoen 2024/25 komt het standaardelftal (mannen) uit in de Vierde klasse zaterdag van het KNVB-district Noord. Het heeft net als veel verenigingen gebruik gemaakt van de horizontale overstap en speelt zodoende dus niet meer op de zondag.

Zondaghistorie
In 1947 promoveerde MKV'29 vanuit de FVB naar de vierde klasse van de KNVB. In de jaren nadien lukte het MKV'29 vijf keer te promoveren naar de derde klasse. Vier keer werd er weer gedegradeerd na respectievelijk perioden van 5, 2, 2 en 1 seizoen(en). De vijfde periode in derde klasse duurde ook twee seizoenen maar werd ditmaal afgesloten middels het kampioenschap (2014) en daarmee voor het eerst in de clubgeschiedenis promotie naar de tweede klasse, waarin het vier seizoenen verbleef. Na twee opeenvolgende degradaties verbleef het team weer drie seizoenen (inclusief de twee “coronaseizoenen”) in de Vierde klasse waaruit het in 2022 middels het klassekampioenschap weer promoveerde.

### Erelijst
kampioen Derde klasse: 2014
kampioen Vierde klasse: 1958*, 1959*, 2006, 2012, 2022
kampioen FVB 1e klasse: 1947
* 57/58: streed in promotiecompetitie met de kampioenen VV Oosterwolde (4B), ONB (4C) en De Vogels (4D) om twee plaatsen in de 3e klasse; ONB en Oosterwolde promoveerden
* 58/59: Streed in promotiecompetitie met de kampioenen De Kooi (4B) VV Surhuisterveen (4C) en VV Roden (4D) om twee plaatsen in de 3e klasse; De Kooi en MKV (na een extra beslissingswedstrijd tegen Roden) promoveerden

### Klasse indeling
KNVB (1947-heden)
| 2e klasse | 0           | 0           | 0           | 0           | 14/15-17/18 |             |       |
| 3e klasse | 59/60-63/64 | 85/86-86/87 | 90/91-91/92 | 06/07       | 12/13-13/14 | 18/19       | 22/23 |
| 4e klasse | 47/48-58/59 | 64/65-84/85 | 87/88-89/90 | 92/93-05/06 | 07/08-11/12 | 19/20-21/22 |       |

1984/85: promotie via na-competitie
1986/87: degradatie via degradatiecompetitie met FC Wolvega (3B), VV Sleen (3C) en VV Bato (3D); MKV degradeerde
1989/90: promotie via na-competitie

### Competitieresultaten 1948–2022
| 6 4B |

| 4 4A |

| 2 4A |

| 9 4A |

| 9 4A |

| 4 4A |

| 6 4A |

| 3 4A |

| 9 4A |

| 3 4A |

| 1 4A |

| 1 4A |

| 9 3A |

| 8 3A |

| 10 3A |

| 6 3A |

| 12 3A |

| 3 4A |

| 2 4A |

| 7 4A |

| 7 4A |

| 8 4A |

| 5 4A |

| 5 4A |

| 7 4A |

| 8 4A |

| 5 4A |

| 6 4A |

| 3 4A |

| 6 4A |

| 4 4A |

| 6 4C |

| 5 4A |

| 2 4A |

| 3 4A |

| 3 4A |

| 2 4B |

| 2 4A |

| 4 3A |

| 9 3A |

| 10 4A |

| 6 4A |

| 2 4A |

| 4 3A |

| 11 3A |

| 3 4A |

| 3 4A |

| 8 4A |

| 7 4A |

| 7 4H |

| 4 4A |

| 2 4A |

| 8 4A |

| 8 4A |

| 10 4A |

| 10 4A |

| 7 4A |

| 7 4A |

| 1 4A |

| 11 3B |

| 6 4A |

| 3 4A |

| 11 4A |

| 3 4A |

| 1 4A |

| 3 3A |

| 1 3A |

| 9 2K |

| 10 2K |

| 10 2K |

| 14 2K |

| 12 3A |

| -- 4B |

| -- 4B |

| 1 4B |

1999: de beslissingswedstrijd om het klassekampioenschap in 4A werd op 23 mei bij VV Sint Annaparochie met 0-1 verloren van VV Geel Wit.
| Tweede klasse | Derde klasse | Vierde klasse |

In elke staaf van de grafiek staat van boven naar beneden vermeld: 
- Eindnotering

Dit is de positie die de club heeft bereikt in de competitie, zonder eventuele beslissings-, play-off- of nacompetitiewedstrijden die nodig zijn geweest om bijvoorbeeld de kampioen van de competitie te bepalen.
Indien een * achter het getal staat is de notering een tussenstand en kan het zijn dat de notering niet overeenkomt met de uiteindelijke eindstand van de competitie.
Staat er een - dan is het seizoen nog bezig en is er geen definitieve uitslag bekend.
Staat er xx op de positie van de notering, dan heeft de club vroegtijdig de competitie verlaten. Dit kan onder andere komen door terugtrekking van het team, faillissement van de club of door een uitgedeelde straf van de KNVB. In veel gevallen staat elders in het artikel de reden vermeld.
Staat er een ? dan is het resultaat uit het verleden onbekend, en is alleen de competitie of het niveau bekend van dat seizoen.
In de seizoenen 2019/20 en 2020/21 werd wegens de coronacrisis het amateurvoetbal afgebroken. Daardoor kennen deze staven geen eindklassering (middels -- weergegeven).
- Competitieniveau en afdelingsletter of Officiële eindstand Eredivisie
  - Competitieniveau en afdelingsletter

Hierbij geeft het getal het niveau weer, dat ook terug te vinden is in de legenda. De letter is de afdelingsaanduiding en wordt gebruikt wanneer er meer afdelingen zijn op hetzelfde niveau. De afdelingsletter is altijd een hoofdletter en wordt meestal zonder nummer gebruikt.
Voorbeeld: 2F is niveau 2e klasse competitie F.
Het competitieniveau en nummer wordt niet vermeld wanneer er slechts één competitie van dit niveau was.
  - Officiële eindstand Eredivisie (getal staat tussen haakjes vermeld)

Sinds de introductie van play-offwedstrijden voor Europees voetbal na afloop van de reguliere competitie in 2005/06, is de KNVB verplicht een eindstand van de Eredivisie door te geven aan de UEFA aan de hand van deze play-offwedstrijden.
Bij deze eindstand staan clubs die zich hebben gekwalificeerd voor Europees voetbal hoger dan clubs die zich niet wisten te kwalificeren. Indien er geen verschil was tussen de eindnotering en de officiële eindstand, staat dit getal niet vermeld.

- Onderafdeling

Hier staat afgekort de naam van de onderafdeling indien de club in dat jaar in een onderafdeling uitkwam. Tevens staat deze afkorting in de legenda en wordt gelinkt naar het artikel over deze onderafdeling. Deze afkorting wordt alleen vermeld wanneer de club in het verleden in verschillende onderafdelingen heeft gespeeld. Deze vermelding is in de staaf altijd in kleine letters. Deze onderafdelingen zijn na het seizoen 1995/96 afgeschaft. Heeft de club in slechts één onderafdeling gespeeld, dan is dit alleen terug te vinden in de legenda.
Onder de staaf staat het jaartal vermeld waarin het seizoen is afgesloten. 15 verwijst naar het seizoen 2014/15 of eventueel het seizoen 1914/15.
Wanneer een staaf leeg is, zijn deze gegevens niet bekend. Het kan ook zijn dat de club dat seizoen niet heeft meegespeeld op het hogere amateurniveau, vroegtijdig de competitie heeft verlaten of uit de competitie is gezet.

In het seizoen 1944/45 was er wegens de Tweede Wereldoorlog geen regulier competitievoetbal.

## Vrouwen
Sinds 1972 wordt er ook vrouwenvoetbal gespeeld bij MKV'29. In de meest succesvolle periode werd als Noordelijk kampioen (1980, 1983 en 1991) en -bekerkampioen mee gedaan om het Nederlands (beker)kampioenschap.

### Erelijst
Noordelijk kampioen: 1980, 1983, 1991
kampioen District Noord: 1993
kampioen Tweede klasse: 1998
kampioen Derde klasse: 2010, 2014

### Competitieresultaten 1992–2022
| 11 B |

| 1 |

| 6 A |

| 4 1A |

| xx 1A |

| 3 2A |

| 1 2A |

| 5 1B |

| 2 1C |

| 4 1C |

| 12 1C |

| 11 2A |

| 10 2A |

|  |

|  |

|  |

| ? 3B |

|  |

| 1 3B |

| 9 2I |

| 6 2D |

| 11 2D |

| 1 3G |

| 10 2D |

| 8 3G |

| 6 3G |

| 2 3G |

| 3 3K |

| -- 3? |

| -- 3L |

| 3 3M |

| Hoofdklasse | Eerste klasse | Tweede klasse | Derde klasse |

CVV Blauw Wit '34 · SC Cambuur · VV DTD · GAVC · SC Flamingo · LVV Friesland · LAC Frisia 1883 · FVC · VV Irnsum · Leeuwarder Zwaluwen · SC Leovardia · SC Lions '66 · RKVV MKV '29 · VV Nicator · VV Oosterlittens · SC Stiens · VV Warga · WWS 

Voormalige clubs: VV Leeuwarden · VV Rood Geel